# Triclisia coriacea
Triclisia coriacea är en tvåhjärtbladig växtart som beskrevs av Daniel Oliver. Triclisia coriacea ingår i släktet Triclisia och familjen Menispermaceae. Inga underarter finns listade i Catalogue of Life.